# Björn von Bahr
Björn Ivar Gustaf von Bahr, född 11 april 1935 i Strängnäs stadsförsamling i Södermanlands län,  död 7 september 2014 i Stockholm, var en svensk journalist och samlare av luftballonghistoria, såväl varmlufts- som gasballonger. Vid sidan av ballongintresset byggde han upp en omfattande samling av modellteatrar, de miniatyrteatrar som spelas med pappfigurer införda från sidan på scenen.
Björn von Bahr var son till majoren Sven von Bahr och hans första hustru Elsie-Ann, ogift Liebenfeld.
Han var först journalist vid Göteborgs-Tidningen, men gick på 1960-talet över till kvällstidningen Expressen, där han var verksam under många år. Vidare var han en aktiv samlare, och på 1990-talet skänkte han den del av sin samling av luftballongprylar som rörde varmluftsballonger till Andréemuseet i Gränna. Intresset föranledde också att han författade en pjäs om Salomon August Andrée.
Björn von Bahr var 1965–1973 gift med kosmetologen Gunilla Lindkvist (född 1943) och 1989 med förskolläraren Kate Eldeman, född Nilsson (1937–2012), änka efter skådespelaren Ewert Ellman. Björn von Bahr adopterade hennes vuxne son radiomannen Anders Eldeman (född 1960), som därmed formellt namnändrade till Anders von Bahr.